# Bundesstraße 515
Die Bundesstraße 515 (Abkürzung: B 515) ist eine deutsche Bundesstraße in Nordrhein-Westfalen. Sie beginnt nahe Fröndenberg/Ruhr-Langschede an der Ruhrbrücke der B 233 und führt durch Menden (Sauerland) und das Hönnetal nach Balve-Beckum (B 229).
Der Streckenverlauf der B 515 ist nicht durchgängig. Im Bereich des Mendener Zentrums wird der Verkehr ein Stück über die B 7 geführt.
Die Bundesstraße 515 wurde zu Beginn der 1970er Jahre eingerichtet. Im Bereich Menden und Lendringsen wurde in den 1990er Jahren eine Umgehungsstraße gebaut, um die Ortskerne zu entlasten. Im Hönnetal tangiert die Straße das Stadtgebiet von Hemer.

## Bundesstraße 515n
Die Bundesstraße 515n (Abkürzung: B 515n) ist eine in den 1990er Jahren gebaute Ortsumgehung der von der Bundesstraße 515 durchschnittenen Orte Menden und Lendringsen. Auf Grund der hohen Verkehrszahlen auf diesem Teilstück war der Neubau unumgänglich geworden, da ein Überqueren der Straße beinahe unmöglich war. Die Straße ist als B 515 ausgeschildert.